# Cap Fiolent

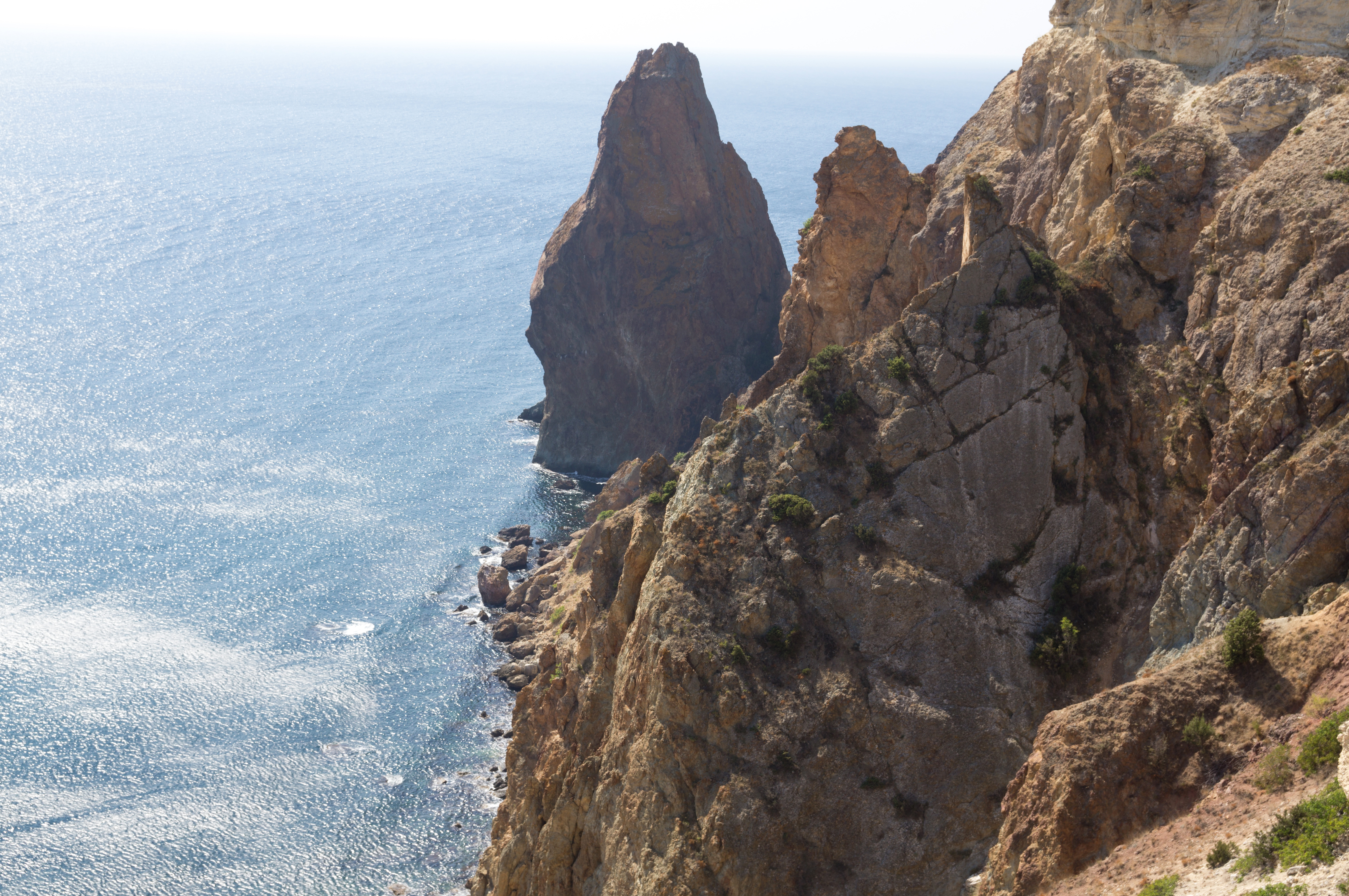
Le cap Fiolent.

Le cap Fiolent ou cap Phiolent (en ukrainien : Фіолент ; en russe : Мыс Фиолент ; en tatar : Fiolent), dit aussi cap Parthénique, est une avancée dans la mer Noire, du littoral de la péninsule de Crimée, appartenant au raïon de Balaklava au sud de la ville de Sébastopol.

## Description
Sur environ deux kilomètres, la côte est constituée de roches volcaniques qui donnent des formes tourmentées et spectaculaires : des chaos de rochers, des îlots se dressant dans la mer, des arches résultant de l'action de l'érosion. Un des endroits les plus impressionnants du cap Fiolent est l'immense grotte de Diane (en russe : Грот Дианы), à 1,5 km au nord-ouest de la pointe du cap.
Un autre site célèbre est le rocher de la Croix ou rocher de Saint-Georges, qui se dresse en mer. Selon la légende, en 890, des Grecs furent jetés sur un rocher à l'est du cap Fiolent par une terrible tempête. Sentant la mort proche, ils implorèrent la protection de saint Georges. Un miracle se produisit : la tempête s'arrêta immédiatement et l'image de saint Georges apparut sur la roche. Un an plus tard, les rescapés établirent un petit monastère dans une grotte, ancêtre du monastère Saint-Georges de Balaklava, et commencèrent à appeler ce rocher le rocher de la Sainte-Image. Au XIXe siècle, pour le millième anniversaire, une croix de pierre fut érigée sur le rocher, portant l'image de saint Georges terrassant le dragon.

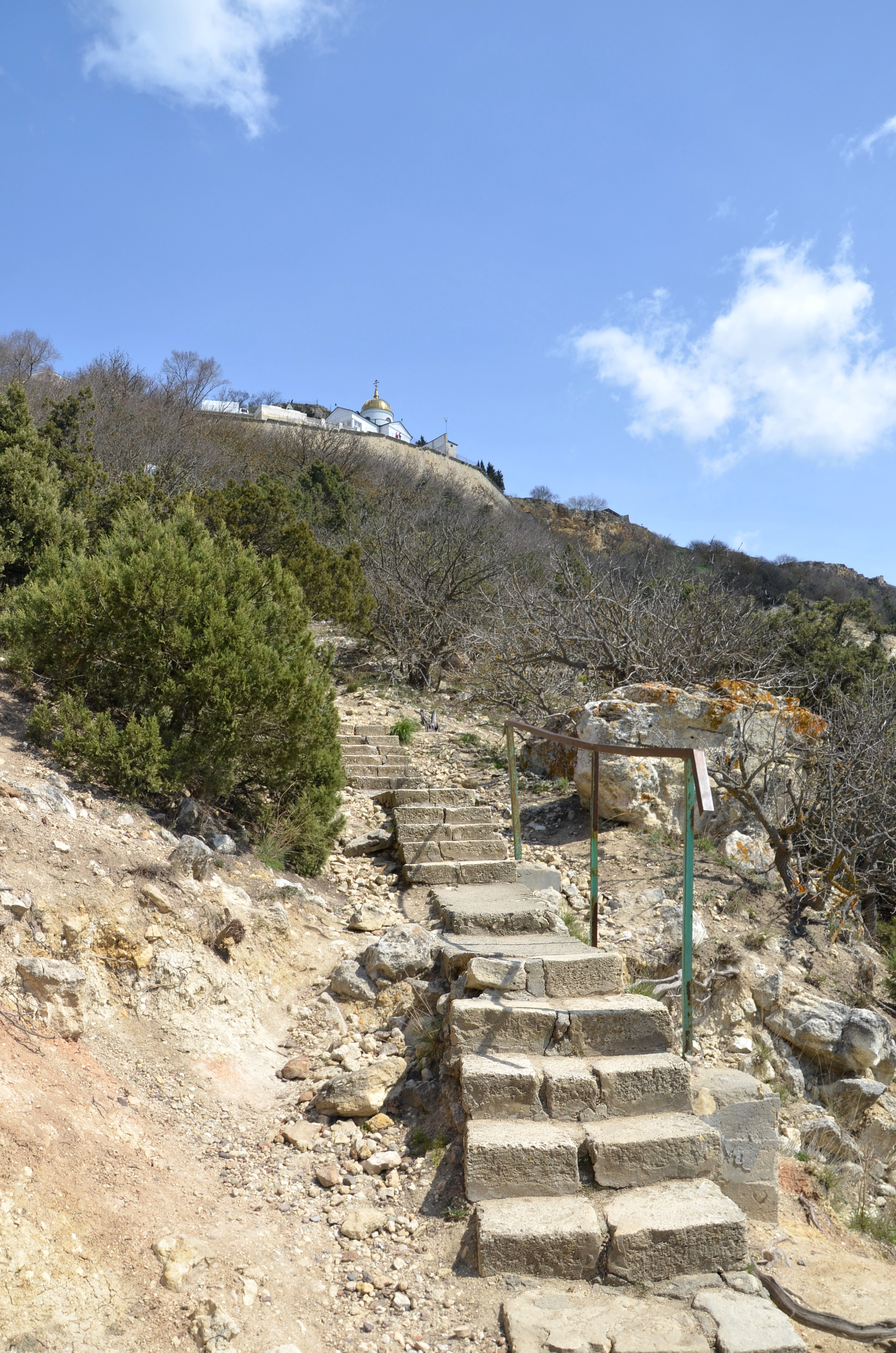
Escalier du monastère Saint-Georges de Balaklava descendant vers la mer.

La beauté minérale du cap Fiolent est accentuée par sa végétation de maquis, qui comporte notamment des genévriers grecs (Juniperus excelsa) et des cotonéasters de Crimée. Parmi les espèces d'animaux rares figurent le gecko de Crimée, l'ophisaurus et la courtillière de Crimée. En 1996 a été créée la zone de protection des paysages et du milieu marin du cap Fiolent, qui s'étend sur 31,7 ha.
À environ 1,3 km à l'est du cap Fiolent, au-delà de la réserve naturelle, la côte est bordée par la plage de Jaspe (Iachmovy, en russe : Яшмовый пляж) très fréquentée par les habitants de Sébastopol. On y accède par un escalier de 785 marches ou par bateau depuis Balaklava.

## Divers

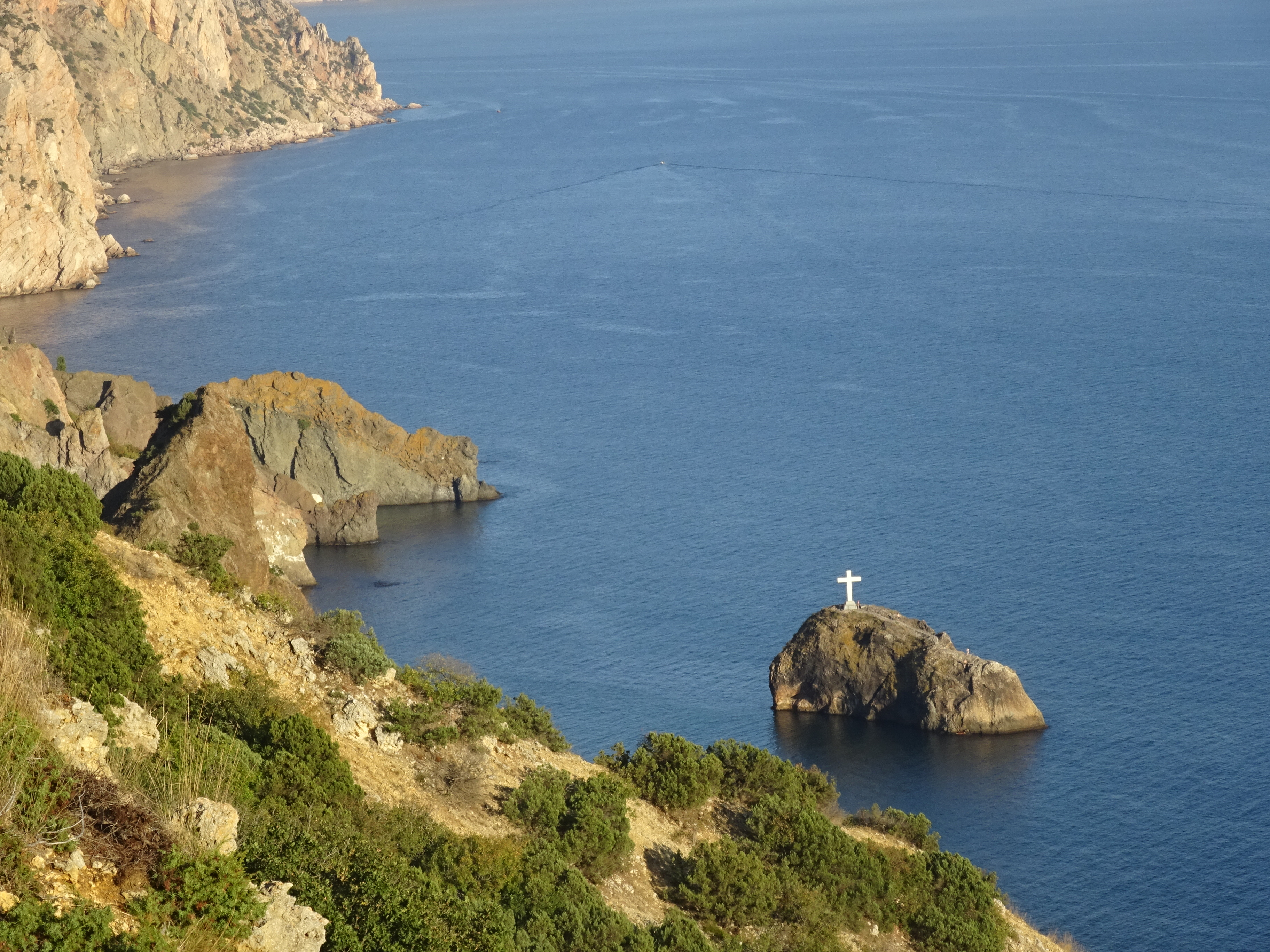
Rocher de Saint-Georges.

Une entreprise de mécanique de précision de Simferopol, fondée au début du XXe siècle, fut renommée Zavod Phiolent (en russe : Завод Фиолент) en 1966 en référence au cap Fiolent. C'est aujourd'hui la société OAO Zavod Phiolent (ОАО Завод "Фиолент").